# 高桑大二朗
高桑 大二朗（たかくわ だいじろう、1973年8月10日 - ）は、東京都出身の元プロサッカー選手。ポジションはゴールキーパー。元日本代表。

## 来歴

### クラブ
横浜マリノス時代は怪我が多かったため「ガラスのGK」とよばれていた。入団当初は日本代表でもあった松永成立が絶対的守護神として君臨しており、その後は2年後輩の川口能活が松永からレギュラーを奪って台頭したため、出番も殆どなかった。
1996年8月より鹿島アントラーズへ期限付き移籍。1997年に完全移籍。1998年、佐藤洋平の負傷中に正GKに定着し、2000年にはチームの三冠獲得に貢献してJリーグベストイレブンに選出された。
その後、試合中の怪我もあり曽ヶ端準に正GKの座を奪われ、2002年には前年に本並健治・菊池新吉の両GKが引退した東京ヴェルディ1969へ期限付き移籍。当初は正GKであったが、第14節サンフレッチェ広島戦以降は高木義成にその座を奪われて2003年からはベガルタ仙台へ移籍。移籍後は小針清允と激しく正GKの座を争い、2003年はシーズン途中で正GKの座を明け渡したが、J2に降格した2004年は正GKの座を奪取し、2006年途中まではその座を保った。ところが、7月12日の第27節ヴェルディ戦でかつて正GKを争った高木にゴールキックから直接ゴールを決められ敗れて以降、再び小針にレギュラーを奪われた。シーズン終了後に退団。
2007年、10年半ぶりに横浜F・マリノスへ復帰したが、マリノスでの公式戦出場は2007年の2試合のみにとどまった。2009年は徳島ヴォルティスに所属し、同シーズン終了後、現役引退を発表した。

### 代表
2000年10月20日、AFCアジアカップ2000グループステージ最終戦のカタール戦にフル出場し、唯一となる代表キャップを記録した。

### 引退後
2010年より横浜F・マリノス下部組織のGKコーチ（追浜のジュニアユース及びプライマリー担当）を務める。その傍ら同年10月30日には東日本放送にて中継のベガルタ仙台vs.京都サンガF.C.戦で解説を務め、以後は同局で仙台戦の中継が行われる際に解説者として来仙している。
2022年、川崎フロンターレのGKコーチに就任。
2024年3月、エリース東京FCのアドバイザー兼GKコーチに就任。同年4月には自身が代表を務めるサッカーアカデミー「アグラレス サッカーアカデミー」を新百合ヶ丘と新横浜で開校した。
2025年1月、FC東京のGKプロジェクトリーダーになった。

## 所属クラブ
ユース経歴
- 松山市立北久米小学校
- 世田谷区立新星中学校
- 日本大学高等学校

プロ経歴
- 1992年 - 1996年 横浜マリノス
  - 1996年 鹿島アントラーズ（期限付き移籍）
- 1997年 - 2002年 鹿島アントラーズ
  - 2002年 東京ヴェルディ1969（期限付き移籍）
- 2003年 - 2006年 ベガルタ仙台
- 2007年 - 2008年 横浜F・マリノス
- 2009年 徳島ヴォルティス

## 個人成績
| 国内大会個人成績 | 国内大会個人成績 | 国内大会個人成績 | 国内大会個人成績 | 国内大会個人成績 | 国内大会個人成績 | 国内大会個人成績 | 国内大会個人成績 | 国内大会個人成績 | 国内大会個人成績 | 国内大会個人成績 | 国内大会個人成績 |
| 年度             | クラブ           | 背番号           | リーグ           | リーグ戦         | リーグ戦         | リーグ杯         | リーグ杯         | オープン杯       | オープン杯       | 期間通算         | 期間通算         |
| 年度             | クラブ           | 背番号           | リーグ           | 出場             | 得点             | 出場             | 得点             | 出場             | 得点             | 出場             | 得点             |
| 日本             | 日本             | 日本             | 日本             | リーグ戦         | リーグ戦         | リーグ杯         | リーグ杯         | 天皇杯           | 天皇杯           | 期間通算         | 期間通算         |
| ---------------- | ---------------- | ---------------- | ---------------- | ---------------- | ---------------- | ---------------- | ---------------- | ---------------- | ---------------- | ---------------- | ---------------- |
| 1992             | 横浜M            | -                | J                | -                | -                | 0                | 0                | 0                | 0                | 0                | 0                |
| 1993             | 横浜M            | -                | J                | 0                | 0                | 0                | 0                | 0                | 0                | 0                | 0                |
| 1994             | 横浜M            | -                | J                | 0                | 0                | 0                | 0                | 0                | 0                | 0                | 0                |
| 1995             | 横浜M            | -                | J                | 0                | 0                | -                | -                | 0                | 0                | 0                | 0                |
| 1996             | 横浜M            | -                | J                | 0                | 0                | 0                | 0                | -                | -                | 0                | 0                |
| 1996             | 鹿島             | -                | J                | 0                | 0                | 0                | 0                | 0                | 0                | 0                | 0                |
| 1997             | 鹿島             | 29               | J                | 0                | 0                | 0                | 0                | 0                | 0                | 0                | 0                |
| 1998             | 鹿島             | 28               | J                | 24               | 0                | 5                | 0                | 3                | 0                | 32               | 0                |
| 1999             | 鹿島             | 21               | J1               | 26               | 0                | 7                | 0                | 2                | 0                | 35               | 0                |
| 2000             | 鹿島             | 21               | J1               | 30               | 0                | 4                | 0                | 4                | 0                | 38               | 0                |
| 2001             | 鹿島             | 1                | J1               | 9                | 0                | 0                | 0                | 1                | 0                | 10               | 0                |
| 2002             | 東京V            | 1                | J1               | 12               | 0                | 5                | 0                | 0                | 0                | 17               | 0                |
| 2003             | 仙台             | 22               | J1               | 11               | 0                | 5                | 0                | 1                | 0                | 17               | 0                |
| 2004             | 仙台             | 22               | J2               | 44               | 0                | -                | -                | 2                | 0                | 46               | 0                |
| 2005             | 仙台             | 22               | J2               | 43               | 0                | -                | -                | 0                | 0                | 43               | 0                |
| 2006             | 仙台             | 22               | J2               | 25               | 0                | -                | -                | 0                | 0                | 25               | 0                |
| 2007             | 横浜FM           | 21               | J1               | 1                | 0                | 1                | 0                | 0                | 0                | 2                | 0                |
| 2008             | 横浜FM           | 21               | J1               | 0                | 0                | 0                | 0                | 0                | 0                | 0                | 0                |
| 2009             | 徳島             | 1                | J2               | 0                | 0                | -                | -                | 1                | 0                | 1                | 0                |
| 通算             | 日本             | 日本             | J1               | 113              | 0                | 27               | 0                | 11               | 0                | 151              | 0                |
| 通算             | 日本             | 日本             | J2               | 112              | 0                | -                | -                | 3                | 0                | 115              | 0                |
| 総通算           | 総通算           | 総通算           | 総通算           | 225              | 0                | 27               | 0                | 14               | 0                | 266              | 0                |

その他の公式戦
- 1998年
  - Jリーグチャンピオンシップ 2試合0得点
- 1999年
  - スーパーカップ 1試合0得点
- 2000年
  - Jリーグチャンピオンシップ 2試合0得点
- 2001年
  - スーパーカップ 1試合0得点

- Jリーグ初出場 - 1998年5月2日 ベルマーレ平塚戦

## 個人タイトル
- 2000年 - Jリーグベストイレブン

## 代表歴

### 試合数
- 国際Aマッチ 1試合 0得点(2000年)[1]

| 日本代表 | 国際Aマッチ | 国際Aマッチ |
| 年       | 出場        | 得点        |
| -------- | ----------- | ----------- |
| 2000     | 1           | 0           |
| 通算     | 1           | 0           |

### 出場
| No. | 開催日         | 開催都市   | スタジアム | 対戦相手 | 結果 | 監督                 | 大会         |
| --- | -------------- | ---------- | ---------- | -------- | ---- | -------------------- | ------------ |
| 1.  | 2000年10月20日 | ベイルート |            | カタール | △1-1 | フィリップ・トルシエ | アジアカップ |

## 指導歴
- 2010年 - 2015年 横浜F・マリノス
  - 2010年 - 2011年 追浜ジュニアユース GKコーチ[8]
  - 2012年 - 2015年 ジュニアユース GKコーチ[8]
- 2016年 - 2021年 日本サッカー協会
  - 2016年 U-16日本代表 GKコーチ[4]
  - 2017年 U-17日本代表 GKコーチ[4]
  - 2018年 U-16日本代表 GKコーチ[4]
  - 2019年 U-17/U-15日本代表 GKコーチ[4]
  - 2020年 U-19/U-18日本代表 GKコーチ[4]
  - 2021年 U-20日本代表 GKコーチ[4]
- 2022年 - 2023年 川崎フロンターレ GKコーチ[4]
- 2024年 - エリース東京FC アドバイザー兼GKコーチ
- 2025年 - FC東京　GKプロジェクトリーダー[7]